# Dani Martín
Daniel Martín García (Madrid, 19 de febrero de 1977), conocido como Dani Martín, es un cantante y actor español, fue compositor y líder del El Canto del Loco.

## Biografía
Dani Martín nació en Madrid el 19 de febrero de 1977. Se crio con sus padres y su hermana en Alalpardo, a las afueras de Madrid. Desde pequeño le gustaba imitar a sus artistas favoritos en el salón de su casa, lo que le llevó a soñar con formar su propio grupo algún día. 
Consciente de que el instituto no le atraía, comenzó a trabajar con su padre a la vez que desarrollaba sus estudios de Arte Dramático en la escuela de Cristina Rota, quien le facilitó sus primeros trabajos como actor teatral y cómico. Más tarde, decidiría cambiar de escuela, entrando en la de William Layton. A partir del momento en que terminó su formación, Dani Martín comienza a aparecer en diversos papeles como actor, tanto en cine como en televisión. Su primera aparición en televisión fue como botones en un especial de Nochevieja junto a Martes y Trece. Posteriormente, presentó el programa musical Ponte las pilas y también ha aparecido en algunos capítulos de series destacadas, como Al salir de clase, El comisario, Hospital central, 7 vidas, Raquel busca su sitio, Cuenta atrás o Los hombres de Paco, entre otras muchas apariciones. Mientras hacía papeles diversos en cine y televisión, comenzó a trabajar como repartidor de pedidos, ya que como él mismo ha confesado, le encantaba conducir, así como la libertad que ese trabajo le concedía al permitirle estar en la calle todo el día escuchando y cantando la música que le gustaba: los Pistones, Hombres G, los Nikis...
A partir del año 1999, Dani Martín lidera una banda llamada El Canto del Loco, con los que publica varios discos destacados y cosecha muchos éxitos. En febrero de 2010, El Canto del Loco decide separarse, por lo que Dani Martín comienza su carrera musical en solitario. En agosto de 2010, Dani Martín publica el primer sencillo de su primer álbum como solista. El sencillo se llamó "16 Añitos" y el álbum "Pequeño". En 2013, saca su segundo álbum: Dani Martín. 

### Carrera musical

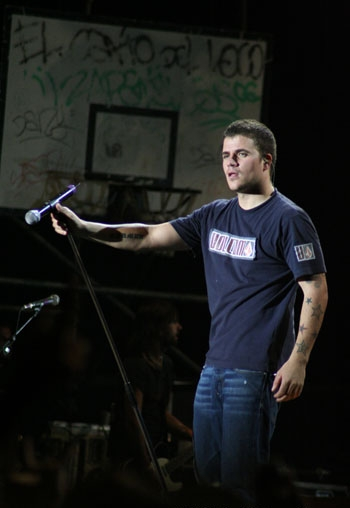
Dani Martín durante un concierto con El Canto del Loco en 2006.

En el año 1999 crea el grupo musical El Canto del Loco junto a Iván Ganchegui, David Otero (su primo), Jandro Velázquez y Chema Ruiz. Influidos principalmente por otros grupos españoles de la década de 1980 y con cinco álbumes de estudio, El Canto del Loco consiguió vender durante sus diez años de vida más de un millón de copias de sus discos, convirtiéndose en uno de los grupos musicales más importantes del panorama español de la época. En febrero de 2010, El Canto del Loco decide separarse para centrarse en las carreras en solitario de cada miembro del grupo. 
El 25 de agosto de 2010, Dani Martín publicó su primer sencillo en solitario «16 añitos» y en el 26 de octubre de 2010 lanza al mercado su primer disco en solitario, Pequeño. Dos de las canciones ("Mi lamento" y "El cielo de los perros") están dedicadas a su hermana, fallecida en 2009 a los 34 años por un infarto cerebral. El 26 de octubre de 2010, gana en los premios 40 Principales el premio al mejor artista solista y es nominado a mejor videoclip por la canción "16 Añitos".
El 22 de noviembre de 2010 emprendió su primera gira en solitario con su álbum Pequeño en Madrid.
En 2012, grabó junto a Miguel Bosé la canción Te digo amor (original del álbum Sereno de Bosé) para Papitwo, el nuevo álbum de duetos de Bosé, lanzado el 4 de septiembre.
En este mismo año, también grabó un dueto junto a Tony Bennett, la canción Are you having any fun? formó parte del disco del estadounidense Viva Duets donde el artista se marca dúos con lo más granado de la canción latina.
En mayo de 2013, anunció a través de Twitter y de su web oficial que su nuevo sencillo iba a llamarse Cero y que saldría a la venta a partir del 3 de junio en ITunes y en todas las tiendas de discos digitales españoles.
El 17 de septiembre de 2013 salió a la venta su segundo disco en solitario, llamado "Dani Martín". En este mismo año, el 25 de octubre comenzó una gira de 12 conciertos en España. 
En 2014 hizo una gira de muchos más conciertos, en los que gran parte de ellos agotaron totalmente las entradas. Dos conciertos de esta gira (22 y 23 de mayo en el Palacio de los Deportes de Madrid) fueron grabados y el 14 de octubre de 2014 salió a la venta el álbum en directo titulado "mi teatro", que incluye también el DVD del concierto con artistas invitados como Alejandro Sanz, Joaquín Sabina, Serrat, Leiva y el argentino Axel.
En septiembre y octubre de 2015 realizó una gira de dos únicos conciertos en España titulada "La Cuerda Floja", llenando Las Ventas y el Pabellón Olímpico de Badalona para así celebrar sus 15 años en el mundo de la música. Leiva, Sidecars y Estopa fueron los artistas invitados para acompañarle en dichos eventos.
En 2017, el día 4 de febrero, comienza la Gira La Montaña Rusa. Consta de 25 conciertos, cuyas entradas se agotaron en la mayoría de los casos. La aventura arranca en Gijón, sigue en Zaragoza y le lleva por Vigo, Santander, San Sebastián, Pamplona, Bilbao, Cáceres, Vitoria, Valladolid, Sevilla, Granada, Murcia, Roquetas de Mar, Alicante, Valencia, Palma de Mallorca, Las Palmas de Gran Canaria, Tenerife, Cádiz y Málaga, hasta finales de mayo. A continuación, en junio, comenzará una gira por Colombia, Perú y México. A su regreso, actuará en Marbella en agosto, en Córdoba y Mérida en septiembre, en La Coruña, Logroño, Salamanca y Jerez en octubre, en Madrid (en cinco ocasiones), Castellón y Albacete en noviembre y por último, en Barcelona, en diciembre, según sus conciertos confirmados a 7 de febrero de 2017.
El 16 de octubre de 2020 estrenó su álbum Lo que me dé la gana, Según el propio artista, este álbum es una muestra de lo que realmente es el mismo y lo que pretende llegar a ser. Este álbum cuenta con las colaboraciones de Coque Malla, Joaquín Sabina, Juanes,Alejandro Sanz y Camilo.
El 12 de noviembre estrenó el álbum "No, No Vuelve", en el cual repasa algunos de los temas más reconocibles de su etapa como vocalista de la banda El Canto del Loco.
De manera sorpresiva, el 20 de febrero de 2024, el artista publicó el tema "Ester Expósito" anunciándolo en sus redes sociales minutos antes de la publicación en las diferentes plataformas.
El 29 de noviembre de 2024, el artista publicaba el álbum "El ultimo día de nuestras vidas", el cual, como explica el propio cantante, es un álbum en el que saca lo que lleva dentro y lo vuelca sobre un papel. En el álbum se tocan temas como la crítica a la búsqueda del beneficio inmediato en la industria musical del momento o la importancia de las apariencias en las redes sociales.

### Carrera interpretativa
Desde el año 2000, Dani Martín compagina su labor al frente de El Canto del Loco, con sus incursiones en cine y televisión.
A partir de su formación como actor, Dani Martín ha desarrollado numerosos trabajos como actor de cine, entre los que se incluyen su papel secundario en Sirenas de Fernando León de Aranoa, Sin vergüenza de Joaquín Oristrell, Sinfín de Carlos Villaverde y Manuel Sanabria, Yo soy la Juani de Bigas Luna, o su pequeña intervención en la película Los abrazos rotos, dirigida por Pedro Almodóvar.
También cabe añadir su participación como actor teatral en las obras Historias en Blues y Cachorros, en series de televisión como  Cuenta atrás , Al salir de clase, Policías, Raquel busca su sitio, Petra Delicado, Siete vidas, Hospital Central o Los hombres de Paco.
Entre 2007 y 2008 protagonizó una serie para la cadena de televisión Cuatro llamada Cuenta atrás, en la que interpretaba al impulsivo inspector jefe de policía Pablo Corso. Contuvo dos temporadas .

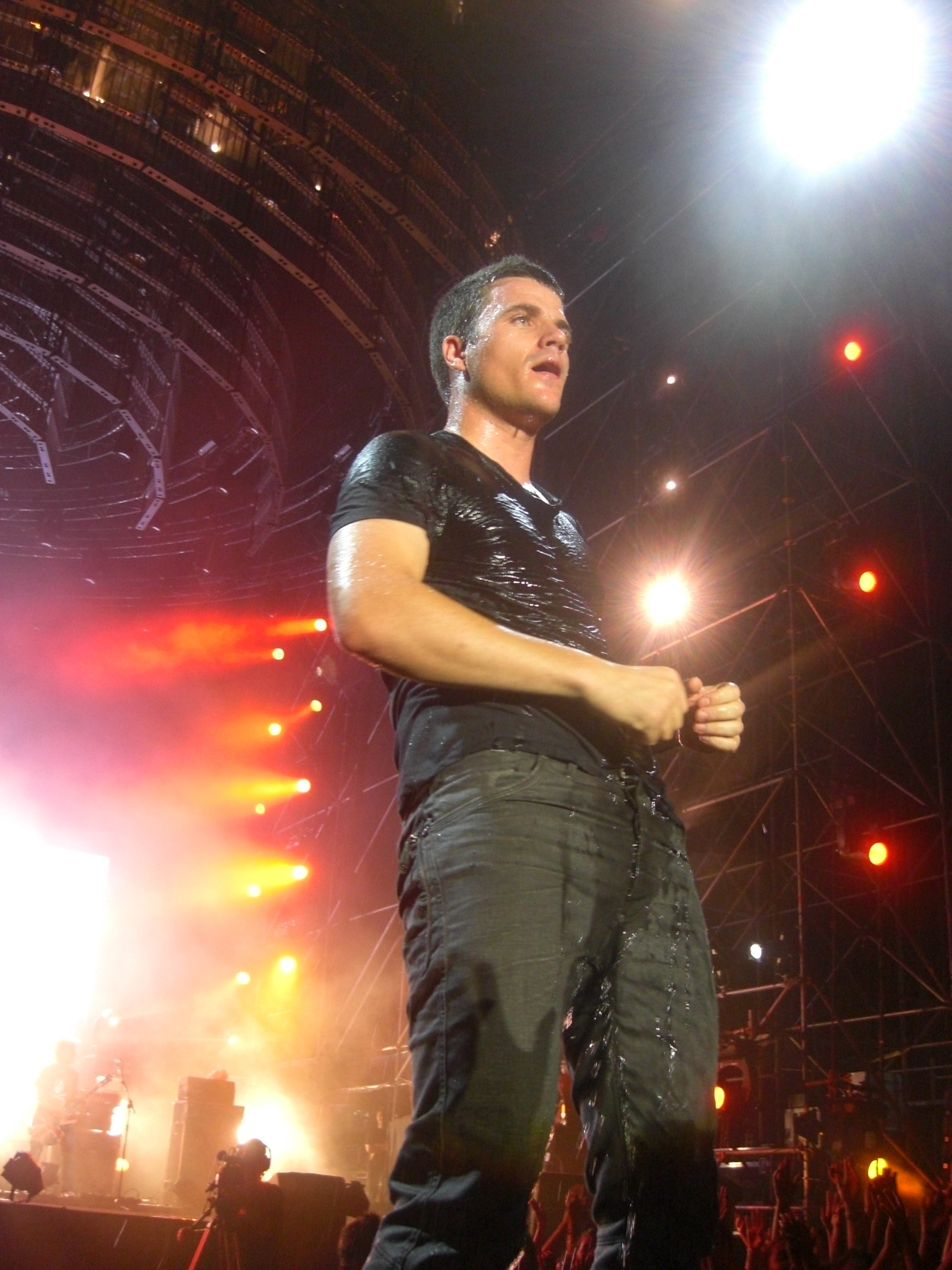
Dani Martín en un concierto de la gira de El Canto del Loco.

## Vida privada
El 9 de febrero de 2009, Dani recibió la noticia del fallecimiento de su única hermana por un infarto cerebral. En relación con este suceso el artista le ha rendido homenaje en canciones como "Mi Lamento" y "Cómo me gustaría contarte"
Desde principios de 2014 y hasta septiembre de ese mismo año, el cantante mantuvo una relación sentimental con la actriz Blanca Suárez, a la que conoció durante el rodaje del videoclip de la canción Emocional, la cual terminó en septiembre de 2014. También estuvo con la presentadora Patricia Conde hasta 2008.
Desde noviembre de 2024 mantiene una relación con la actriz María Hervás.

## Filmografía

### Cine
| Año  | Película                       | Personaje         | Director                           | Género            | Duración |
| ---- | ------------------------------ | ----------------- | ---------------------------------- | ----------------- | -------- |
| 1994 | Sirenas (Cortometraje)         | Carlos            | Fernando León de Aranoa            | Drama             | 15m      |
| 1998 | Perdón, Perdón                 | Amigo de Jimmy    | Manuel Ríos San Martín             | Comedia           | 19m      |
| 1999 | Sobreviviré                    | Joven 1           | Alfonso Albacete, David Menkes     | Drama romántico   | 1h 42m   |
| 2001 | Sin vergüenza                  | Felipe            | Joaquín Oristrell                  | Comedia           | 1h 56m   |
| 2001 | I Love You Baby                | Carlos            | Alfonso Albacete, David Menkes     | Comedia romántica | 1h 40m   |
| 2003 | Escuela de rock                | Dewey Finn (voz)  | Richard Linklater                  | Comedia           | 1h 48m   |
| 2005 | Sinfín                         | Iván              | Manuel Sanabria, Carlos Villaverde | Comedia           | 1h 38m   |
| 2005 | Torrente 3: El protector       | Estrella invitada | Santiago Segura                    | Comedia           | 1h 37m   |
| 2006 | Yo Soy La Juani                | Jonah             | Bigas Luna                         | Drama             | 1h 30m   |
| 2009 | El Canto del Loco: la película | Dani Martín       | Félix Viscarret                    | Documental/Música | 1h 29m   |
| 2009 | Mosquitos comen foskitos       |                   |                                    |                   |          |
| 2009 | Los abrazos rotos              | Mario             | Pedro Almodóvar                    | Drama             | 2h 07m   |
| 2019 | Aute Retrato                   | Dani Martín       | Gaizka Urresti                     | Documental/Música | 1h 38m   |

### Televisión
- Ponte las pilas (1991-1992)
- El 92 cava con todo (1991) - Botones
- Los ladrones van a la oficina (Entre 1993 y 1996)
- ¡Ay, Señor, Señor! (1 episodio, 1995)
- Al salir de clase (2 episodios, 1998) - Componente de La banda del bate
- El comisario (1 episodio, 1999)
- Petra Delicado (1 episodio, 1999)
- La casa de los líos (1 episodio, 1999)
- Policías, en el corazón de la calle (1 episodio, 2000) - Sergio
- Hospital Central (1 episodio, 2000) - Toni Chamorro
- Raquel busca su sitio (15 episodios, 2000)
- 7 vidas (1 episodio, 2004) - Luis
- Latrelevisión (1 episodio, 2005) - Apóstol
- Rebelde (Telenovela Mexicana) ( 2º temporada Episodio 78, 2005) - Como él mismo con el grupo El Canto del Loco
- El hormiguero (2006-presente) - Invitado 18 Veces.
- Cuenta atrás (2007-2008) - Pablo Corso
- Los hombres de Paco (2009) - Jota
- Dani Martín destroza la Navidad, especial de Navidad de TVE  (2016)
- Liarla Pardo (2018) Invitado
- La noche de Rober (2018) Invitado
- El Desafío (2022) Invitado

## Giras musicales
- Pequeño - 2010
- Dani Martín - 2013
- Gira La Montaña Rusa - 2017
- Gira Grandes Éxitos y Pequeños Desastres - 2018
- Gira Qué Caro Es El Tiempo - 2021-2022
- Gira "25 P*t*s Años" - 2025

## Discografía

### Como solista

#### Álbumes

##### Álbumes de estudio
| Año  | Título | Certificaciones                          |
| ---- | --- | ---------------------------------------- |
| 2010 | Pequeño - Lanzamiento: 26 de octubre de 2010 - Discográfica: Sony Music - Formato: CD , Digital                               | - PROMUSICAE: 3x Platino[cita requerida] |
| 2013 | Dani Martín - Lanzamiento: 16 de septiembre de 2013 - Discográfica: Sony Music - Formato: CD , Digital                        | - PROMUSICAE: Platino[cita requerida]    |
| 2016 | La Montaña Rusa - Lanzamiento: 23 de septiembre de 2016 - Discográfica: Sony Music - Formato: CD , Digital                    | - PROMUSICAE: Platino[cita requerida]    |
| 2017 | Grandes éxitos y pequeños desastres - Lanzamiento: 10 de noviembre de 2017 - Discográfica: Sony Music - Formato: CD , Digital | - PROMUSICAE: Oro[cita requerida]        |
| 2020 | Lo Que Me Dé La Gana - Lanzamiento: 16 de octubre de 2020 - Discográfica: Sony Music - Formato: CD , Digital                  | - PROMUSICAE: Oro[cita requerida]        |
| 2021 | No, No Vuelve - Lanzamiento: 12 de noviembre de 2021 - Discográfica: Sony Music - Formato: CD , Digital                       |                                          |
| 2024 | El Último Día de Nuestras Vidas - Lanzamiento: 29 de noviembre de 2024 - Discográfica: Sony Music - Formato: CD , Digital     |                                          |

##### Álbumes en vivo
| Año  | Título                                                                                            | Certificaciones                   |
| ---- | ------------------------------------------------------------------------------------------------- | --------------------------------- |
| 2014 | Mi teatro - Lanzamiento: 13 de octubre de 2014 - Discográfica: Sony Music - Formato: CD , Digital | - PROMUSICAE: Oro[cita requerida] |

#### Sencillos
| Año  | Sencillo                                        | Certificaciones                    | Álbum                           |
| ---- | ----------------------------------------------- | ---------------------------------- | ------------------------------- |
| 2010 | «16 añitos»                                     |                                    | Pequeño                         |
| 2010 | «Mira la vida»                                  |                                    | Pequeño                         |
| 2011 | «Mi Lamento»                                    |                                    | Pequeño                         |
| 2013 | «Cero / Caminar»                                | - PROMUSICAE: Oro [cita requerida] | Dani Martín                     |
| 2013 | «Qué bonita la vida»                            |                                    | Dani Martín                     |
| 2014 | «Emocional»                                     |                                    | Dani Martín                     |
| 2016 | «Las ganas»                                     |                                    | La montaña rusa                 |
| 2016 | «Los charcos»                                   |                                    | La montaña rusa                 |
| 2016 | «París»                                         |                                    | La montaña rusa                 |
| 2017 | «Que se mueran de envidia» (con Carla Morrison) |                                    | Sin álbum                       |
| 2018 | «Dieciocho»                                     |                                    | Sin álbum                       |
| 2019 | «La mentira (con Joaquín Sabina)»               |                                    | Lo que me dé la gana            |
| 2020 | «Lo que me dé la gana»                          |                                    | Lo que me dé la gana            |
| 2020 | «Los Huesos (con Juanes)»                       |                                    | Lo que me dé la gana            |
| 2020 | «Portales»                                      |                                    | Lo que me dé la gana            |
| 2020 | «Avioncito de papel (con Camilo)»               |                                    | Lo que me dé la gana            |
| 2021 | «Cómo me gustaría contarte»                     |                                    | Lo que me dé la gana            |
| 2021 | «No, no vuelve»                                 |                                    | No, no vuelve                   |
| 2021 | «Son sueños (2021)»                             |                                    | No, no vuelve                   |
| 2021 | «Volverá (2021)»                                |                                    | No, no vuelve                   |
| 2021 | «Una foto en blanco y negro (2021)»             |                                    | No, no vuelve                   |
| 2021 | «Ya nada volverá a ser como antes (2021)»       |                                    | No, no vuelve                   |
| 2024 | «Ester Expósito»                                |                                    |                                 |
| 2024 | «El último día de nuestras vidas»               |                                    | El último día de nuestras vidas |

## Premios y nominaciones
Premios 40 Principales
| Año  | Categoría                                                                 | Resultado        |
| ---- | ------------------------------------------------------------------------- | ---------------- |
| 2010 | Mejor artista solista                                                     | Ganador          |
| 2010 | Mejor videoclip del año con "16 añitos"                                   | Nominado         |
| 2013 | Mejor Artista o Grupo                                                     | Nominado         |
| 2013 | Mejor Videoclip Musical (Cero)                                            | Nominado         |
| 2013 | Mejor Álbum (Dani Martín)                                                 | Nominado         |
| 2013 | Mejor Canción (Cero)                                                      | Nominado         |
| 2013 | Artista Nacional más Polifacético y la Trayectoria                        | Mención especial |
| 2014 | Mejor Videoclip Musical (Emocional)                                       | Nominado         |
| 2014 | Mejor Festival, Gira o Concierto en España (Dani Martín - Gira Cero 2014) | Nominado         |
| 2016 | Artista o Grupo del Año                                                   | Nominado         |
| 2016 | Grabación del Año (La Montaña Rusa)                                       | Nominado         |
| 2016 | Mejor videoclip del año con "Las ganas"                                   | Ganador          |
| 2017 | Artista o Grupo del Año                                                   | Nominado         |
| 2018 | Gira del año con “grandes éxitos y pequeños desastres”                    | Ganador          |
| 2020 | Golden Music Award                                                        | Ganador          |

Premios HOY Magazine
| Año  | Categoría              | Resultado |
| ---- | ---------------------- | --------- |
| 2020 | Mejor Cantante del Año | Nominado  |

Premios Disco del año TVE
| Año  | Categoría     | Resultado |
| ---- | ------------- | --------- |
| 2010 | Disco del año | Nominado  |

Premio Ondas
| Año  | Categoría             | Resultado |
| ---- | --------------------- | --------- |
| 2016 | Mejor Artista del Año | Ganador   |

Premios Grammy Latinos
| Año  | Categoría                                       | Resultado |
| ---- | ----------------------------------------------- | --------- |
| 2017 | Mejor Video Musical Versión Corta (Los Charcos) | Nominado  |